# Bob Hewitt (tenisista)
Robert Anthony John Hewitt (ur. 12 stycznia 1940 w Dubbo) – południowoafrykański tenisista, do 1967 australijski, zwycięzca dziesięciu turniejów wielkoszlemowych w grze podwójnej i sześciu w grze mieszanej, zdobywca Karierowego Wielkiego Szlema w deblu i mikście, triumfator ATP Finals w grze podwójnej, lider rankingu ATP deblistów. W 1992 został przyjęty do Międzynarodowej Tenisowej Galerii Sław, z której w 2016 go wykluczono.

## Życiorys
Robert Hewitt urodził się w styczniu 1940 roku w Dubbo w Nowej Południowej Walii w Australii. W cyklu amatorskich rozgrywek tenisowych zaczął występować w wieku osiemnastu lat. W 1970 przeszedł na zawodowstwo. Największe osiągnięcia odnotował w grze podwójnej i mieszanej. W pierwszej konkurencji wygrał dziewięć turniejów wielkoszlemowych, w drugiej – sześć. W 1977 zdobył Karierowego Wielkiego Szlema w deblu, wygrywając jedyne brakujące trofeum, w Nowym Jorku. Dwa lata później, ponownie w US Open, osiągnął Karierowego Wielkiego Szlema w mikście. Najczęściej triumfował na kortach Wimbledonu – przywiózł stamtąd łącznie siedem pucharów, w latach 1962–1979. W 1977 wygrał również Mistrzostwa ATP w grze podwójnej.
Najwięcej sukcesów deblowych odniósł w parze z Frewem McMillanem, przed zmianą obywatelstwa partnerowali mu również Fred Stolle i Ken Fletcher. Tytuły mikstowe zdobywał między innymi u boku Billie Jean King, Greer Stevens czy Wendy Turnbull. Po wprowadzeniu komputerowych rankingów ATP notowany był najwyżej na 34. miejscu w grze pojedynczej i 1. w grze podwójnej. Liście deblistów przewodził w sumie przez sześć tygodni, po raz ostatni 11 kwietnia 1976. W 1974 przyczynił się w znacznym stopniu do zdobycia przez Republikę Południowej Afryki jedynego w historii tego kraju Pucharu Davisa. Wystąpił w półfinale, a finałowa konfrontacja z Indiami nie odbyła się, ponieważ tamtejsi zawodnicy odmówili przyjazdu do Afryki w geście protestu przeciwko panującemu tam apartheidowi. Ostatecznie trofeum przyznano Afrykanom.
W grze pojedynczej wygrał siedem turniejów i trzy razy doszedł do półfinału Australian Open.
Do 1967 roku Hewitt reprezentował ojczystą Australię. W tym właśnie roku ożenił się z mieszkanką Republiki Południowej Afryki i otrzymał tamtejsze obywatelstwo. Karierę tenisową zakończył w 1983.
W 1992 roku jego nazwisko włączono do Międzynarodowej Tenisowej Galerii Sław. Jego członkostwo zostało zawieszone 15 listopada 2012 w związku z oskarżeniami, jakoby molestował seksualnie dziewczęta, których był trenerem. Był to pierwszy przypadek, by tenisista został zawieszony lub usunięty z galerii. W 2013 roku został oskarżony o gwałt i napaść seksualną na trzech nieletnich dziewczynkach, lecz nie przyznał się do winy.
W maju 2015 został ostatecznie skazany na sześć lat więzienia. W 2016 został wykluczony z członkostwa w Międzynarodowej Tenisowej Galerii Sławy.

## Sukcesy w turniejach zaliczanych do Wielkiego Szlema
- Australian Open
  - zwycięstwo w deblu: 1963, 1964
  - finał debla: 1962
  - zwycięstwo w grze mieszanej: 1961
- French Open
  - zwycięstwo w deblu: 1972
  - finał debla: 1965
  - zwycięstwo w grze mieszanej: 1970, 1979
- Wimbledon
  - zwycięstwo w deblu: 1962, 1964, 1967, 1972, 1978
  - finał debla: 1961, 1965
  - zwycięstwo w grze mieszanej: 1977, 1979
  - finał gry mieszanej: 1963
- US Open
  - zwycięstwo w deblu: 1977
  - finał debla: 1968
  - zwycięstwo w grze mieszanej: 1979